# Kazutoshi Mori

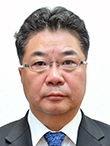
Kazutoshi Mori, 2016

Kazutoshi Mori (jap. 森 和俊, Mori Kazutoshi; * 7. Juli 1958 in Kurashiki, Präfektur Okayama) ist ein japanischer Biologe und Professor für Biophysik an der Universität Kyōto.

## Leben und Wirken
Mori studierte an der Abteilung für pharmazeutische Studien der Universität Kyōto (Abschluss 1981) und erwarb im Anschluss dort einen Ph.D., bevor er 1985 an der Pharmazeutischen Universität Gifu eine Assistenzprofessur erhielt. Von 1989 bis 1993 arbeitete er als Postdoktorand an der University of Texas. Anschließend arbeitete er als Forschungsleiter am Hitzeschockprotein-Forschungsinstitut in Kyōto. 1999 erhielt er an der Universität Kyōto eine Professur (助教授, engl. Associate Professor), 2003 eine ordentliche Professur (教授) in der Abteilung für Biophysik.
Mori leistete wichtige Beiträge zur Erforschung eines Stoffwechselweges (Unfolded Protein Response, UPR), über den Zellen in ihren Zellkompartimenten – insbesondere dem endoplasmatischen Retikulum – die Produktion korrekt gefalteter Proteine für den Export regulieren.
Seit 2015 zählt ihn Thomson Reuters zu den Favoriten auf einen Nobelpreis für Physiologie oder Medizin.

## Auszeichnungen (Auswahl)
- 2005 Wiley Prize in Biomedical Sciences (gemeinsam mit Peter Walter)[3]
- 2009 Canada Gairdner International Award (gemeinsam mit Peter Walter).[4]
- 2010 Ehrenmedaille am Violetten Band
- 2014 Shaw Prize für Lebenswissenschaften und Medizin (gemeinsam mit Peter Walter)[5]
- 2014 Albert Lasker Award for Basic Medical Research (gemeinsam mit Peter Walter)
- 2018 Breakthrough Prize in Life Sciences
- 2023 Keio Medical Science Prize
- 2023 BBVA Foundation Frontiers of Knowledge Awards[6]